# Gunnar Malmström
Erik Gunnar Malmström, född 25 mars 1892 i Uppsala, död 4 februari 1961 i Gustav Vasa församling i Stockholm, var en svensk kompositör, musikarrangör, kapellmästare och musikdirektör.
Malmström trakterade främst piano. Han turnerade flitigt som restaurangmusiker tillsammans med hustrun Sefa Mikloska-Schneider, som var violinist. Han var bror till Ejnar Malmström, en av Sveriges mycket få notskrivare.
Gunnar Malmström är begravd på Uppsala gamla kyrkogård.

## Filmmusik
- 1940 – Med dej i mina armar
- 1940 – Ett brott
- 1937 – Bleka greven
- 1936 – Bombi Bitt och jag
- 1928 – Gustaf Wasa del II
- 1928 – Gustaf Wasa del I